# Jiaojie (köpinghuvudort i Kina, Heilongjiang Sheng, lat 45,35, long 127,09)
Jiaojie (kinesiska: 交界, 交界镇) är en köpinghuvudort i Kina. Den ligger i provinsen Heilongjiang, i den nordöstra delen av landet, omkring 57 kilometer sydost om provinshuvudstaden Harbin. Antalet invånare är 18 034. Befolkningen består av 8 863 kvinnor och 9 171 män. Barn under 15 år utgör 11,0 %, vuxna 15-64 år 80 %, och äldre över 65 år 7,0 %.
Runt Jiaojie är det ganska tätbefolkat, med 111 invånare per kvadratkilometer. Närmaste större samhälle är Shuangfeng, 14,1 km nordväst om Jiaojie. Omgivningarna runt Jiaojie är en mosaik av jordbruksmark och naturlig växtlighet.
Genomsnittlig årsnederbörd är 855 millimeter. Den regnigaste månaden är juli, med i genomsnitt 188 mm nederbörd, och den torraste är januari, med 7 mm nederbörd.